# Джон Маркс (тенісист)
Джон Маркс (англ. John Marks; нар. 9 грудня 1952) — колишній австралійський тенісист.
Найвищу одиночну позицію світового рейтингу — 44 місце досяг 3 січня 1979 року.
Здобув 11 одиночних та 7 парних титулів.
Найвищим досягненням на турнірах Великого шолома був фінал в одиночному розряді.
Завершив кар'єру 1980 року.

## Фінали за кар'єру

### Одиночний розряд (2 поразки)
| Результат | W/L | Рік  | Турнір                                           | Покриття | Суперник       | Рахунок            |
| --------- | --- | ---- | ------------------------------------------------ | -------- | -------------- | ------------------ |
| Поразка   | 0–1 | 1975 | Sydney International, Австралія                  | Трава    | Росс Кейс      | 2–6, 1–6           |
| Поразка   | 0–2 | 1978 | Відкритий чемпіонат Австралії з тенісу, Мельбурн | Трава    | Гільєрмо Вілас | 4–6, 4–6, 6–3, 3–6 |

### Парний розряд (7–7)
| Результат | W/L | Рік  | Турнір                          | Покриття   | Партнер        | Суперники                          | Рахунок       |
| --------- | --- | ---- | ------------------------------- | ---------- | -------------- | ---------------------------------- | ------------- |
| Перемога  | 1–0 | 1975 | Sydney International, Австралія | Трава      | Марк Едмондсон | Кріс Кехел Пітер Макнамара         | 6–1, 6–1      |
| Поразка   | 1–1 | 1976 | Пальма, Іспанія                 | Ґрунт      | Марк Едмондсон | Джон Ендрюс Колін Діблі            | 6–2, 3–6, 2–6 |
| Поразка   | 1–2 | 1976 | Sydney International, Австралія | Трава      | Марк Едмондсон | Сід Болл Кім Ворвік                | 3–6, 4–6      |
| Перемога  | 2–2 | 1977 | Каїр, Єгипет                    | Ґрунт      | Джон Бартлетт  | Пет Дюпре Кріс Льюїс               | 7–5, 6–1, 6–3 |
| Перемога  | 3–2 | 1977 | Swedish Open, Швеція            | Ґрунт      | Марк Едмондсон | Жан-Луї Ейє Франсуа Жоффре         | 6–4, 6–0      |
| Перемога  | 4–2 | 1977 | Маніла, Філіппіни               | Тверде     | Кріс Кехел     | Майк Кейгілл Террі Мур             | 4–6, 6–0, 7–6 |
| Поразка   | 4–3 | 1978 | Флоренція, Італія               | Ґрунт      | Марк Едмондсон | Коррадо Барадзутті Адріано Панатта | 3–6, 7–6, 3–6 |
| Поразка   | 4–4 | 1978 | Сідней, Австралія               | Тверде (i) | Марк Едмондсон | Джон Ньюкомб Тоні Роч              | 4–6, 3–6      |
| Перемога  | 5–4 | 1978 | Гонконг                         | Тверде     | Марк Едмондсон | Генк Пфістер Бред Роув             | 5–7, 7–6, 6–1 |
| Поразка   | 5–5 | 1978 | Тайбей, Тайвань                 | Килим (i)  | Марк Едмондсон | Шервуд Стюарт Балч Волтс           | 2–6, 7–6, 6–7 |
| Поразка   | 5–6 | 1979 | Гамбург, Німеччина              | Ґрунт      | Марк Едмондсон | Ян Кодеш Томаш Шмід                | 3–6, 1–6, 6–7 |
| Перемога  | 6–6 | 1979 | Гштад, Швейцарія                | Ґрунт      | Марк Едмондсон | Йон Ціріак Гільєрмо Вілас          | 2–6, 6–1, 6–4 |
| Поразка   | 6–7 | 1979 | Swedish Open, Швеція            | Ґрунт      | Марк Едмондсон | Гайнц Ґюнтгардт Боб Г'юїтт         | 2–6, 2–6      |
| Перемога  | 7–7 | 1979 | Тайбей, Тайвань                 | Килим (i)  | Марк Едмондсон | Пет Дюпре Роберт Лутц              | 6–1, 3–6, 6–4 |

## Часова шкала результатів на турнірах Великого шлему
| W | Ф | ПФ | ЧФ | #Р | КТ | К# | DNQ | A | NH |

### Одиночний розряд
| Турнір                                 | 1976  | 1977  | 1977  | 1978  | 1979  | 1980  | SR     |
| -------------------------------------- | ----- | ----- | ----- | ----- | ----- | ----- | ------ |
| Відкритий чемпіонат Австралії з тенісу | 1р    | 1р    | 1р    | Ф     | 1р    | К1р   | 0 / 5  |
| Відкритий чемпіонат Франції з тенісу   |       |       |       | 2р    | 1р    |       | 0 / 2  |
| Вімблдонський турнір                   | 1р    | 1р    | 1р    | 2р    | 1р    | К1р   | 0 / 4  |
| Відкритий чемпіонат США з тенісу       |       | 1р    | 1р    |       | 1р    |       | 0 / 2  |
| Strike rate                            | 0 / 2 | 0 / 4 | 0 / 4 | 0 / 3 | 0 / 4 | 0 / 0 | 0 / 13 |

Нотатка: 1977 року Відкритий чемпіонат Австралії відбувся двічі: в січні та грудні.